# Балковці
Балковці (словен. Balkovci) — поселення в общині Чрномель, Південно-Східна Словенія, Словенія. Висота над рівнем моря: 295,4 м.